# Communauté rurale de Kandiaye
La communauté rurale de Kandiaye est une communauté rurale du Sénégal située au centre-sud du pays. 
Elle fait partie de l'arrondissement de Saré Coly Sallé, du département de Vélingara et de la région de Kolda.
Son premier president de communauté rurale est monsieur Daouda Balde.